# Slobodan Miljanić
Slobodan Miljanić (in montenegrino Слободан Миљанић; Cattaro, 18 settembre 1990) è un cestista montenegrino, di ruolo ala.

## Carriera
Con il Montenegro ha disputato i Giochi del Mediterraneo di Pescara 2009.

## Palmarès

### Club
- Campionati svizzeri: 3

Friborgo: 2015-16, 2017-18, 2021-22
- Coppa di Svizzera: 3

Friborgo: 2016, 2018, 2022
- Coppa di Lega Svizzera: 3

Friborgo: 2018, 2021, 2022

### Individuale
- MVP Coppa di Svizzera: 1

2022